# Marktbergel
Marktbergel település Németországban, azon belül Bajorországban. Lakosainak száma 1609 fő (2023. december 31.).

## Népesség
A település népessége az elmúlt években az alábbi módon változott:
| Lakosok száma | 977  | 2020 | 1344 | 1471 | 1509 | 1541 | 1577 | 1557 | 1561 | 1609 |
|               | 1875 | 1950 | 1975 | 1987 | 2012 | 2014 | 2016 | 2017 | 2021 | 2023 |